# Grand Prix Formule 1 van Duitsland 2005
De Grand Prix Formule 1 van Duitsland 2005 werd gehouden op 24 juli 2005 op de Hockenheimring in Hockenheim.

## Uitslag
| Positie | Nummer | Rijder               | Team                | Ronden | Tijd/Opgave      | Startplaats | Punten |
| ------- | ------ | -------------------- | ------------------- | ------ | ---------------- | ----------- | ------ |
| 1       | 5      | Fernando Alonso      | Renault             | 67     | 1:26:28.599      | 3           | 10     |
| 2       | 10     | Juan Pablo Montoya   | McLaren - Mercedes  | 67     | +22.569          | 20          | 8      |
| 3       | 3      | Jenson Button        | BAR-Honda           | 67     | +24.422          | 2           | 6      |
| 4       | 6      | Giancarlo Fisichella | Renault             | 67     | +50.587          | 4           | 5      |
| 5       | 1      | Michael Schumacher   | Scuderia Ferrari    | 67     | +51.690          | 5           | 4      |
| 6       | 17     | Ralf Schumacher      | Toyota              | 67     | +52.242          | 12          | 3      |
| 7       | 14     | David Coulthard      | Red Bull - Cosworth | 67     | +52.700          | 11          | 2      |
| 8       | 12     | Felipe Massa         | Sauber - Petronas   | 67     | +56.570          | 13          | 1      |
| 9       | 15     | Christian Klien      | Red Bull - Cosworth | 67     | +1:09.818        | 10          |        |
| 10      | 2      | Rubens Barrichello   | Scuderia Ferrari    | 66     | +1 Ronde         | 15          |        |
| 11      | 8      | Nick Heidfeld        | Sauber - Petronas   | 66     | +1 Ronde         | 7           |        |
| 12      | 4      | Takuma Sato          | BAR-Honda           | 66     | +1 Ronde         | 8           |        |
| 13      | 21     | Christijan Albers    | Minardi - Cosworth  | 65     | +2 Rondes        | 16          |        |
| 14      | 16     | Jarno Trulli         | Toyota              | 64     | +3 Rondes        | 9           |        |
| 15      | 11     | Jacques Villeneuve   | Sauber - Petronas   | 64     | +3 Rondes        | 14          |        |
| 16      | 19     | Narain Karthikeyan   | Jordan-Toyota       | 64     | +3 Rondes        | 19          |        |
| 17      | 18     | Tiago Monteiro       | Jordan-Toyota       | 64     | +3 Rondes        | 18          |        |
| 18      | 20     | Robert Doornbos      | Minardi - Cosworth  | 63     | +4 Rondes        | 17          |        |
| NC      | 7      | Mark Webber          | Williams-BMW        | 55     | +12 Rondes       | 6           |        |
| DNF     | 9      | Kimi Räikkönen       | McLaren - Mercedes  | 32     | Hydrauliek/Motor | 1           |        |

## Wetenswaardigheden
- Eerste race: Robert Doornbos. Hij verving Patrick Friesacher bij Minardi toen Friesachers sponsorgeld op was. Dit is voor het eerst dat twee Nederlanders teamgenoten zijn; Christijan Albers is de eerste Minardi-rijder.
- Rondeleiders: Kimi Räikkönen 35 (1-35), Fernando Alonso 32 (36-67).
- Juan Pablo Montoya kreeg 10 plaatsen straf op de grid voor een motorwissel.
- Kimi Räikkönen viel uit in de laatste ronde van de race. Dit was de vijfde keer op een rij dat hij uitviel op Hockenheim.

## Standen na de Grand Prix

### Coureurs
| Positie | Nummer | Rijder             | Team             | Punten |
| ------- | ------ | ------------------ | ---------------- | ------ |
| 1       | 5      | Fernando Alonso    | Renault          | 87     |
| 2       | 9      | Kimi Räikkönen     | McLaren          | 51     |
| 3       | 1      | Michael Schumacher | Scuderia Ferrari | 47     |
| 4       | 10     | Juan Pablo Montoya | McLaren          | 34     |
| 5       | 2      | Rubens Barrichello | Scuderia Ferrari | 31     |

### Constructeurs
| Positie | Nummers | Team             | Rijders                               | Punten |
| ------- | ------- | ---------------- | ------------------------------------- | ------ |
| 1       | 5 6     | Renault          | Fernando Alonso Giancarlo Fisichella  | 117    |
| 2       | 9 10    | McLaren          | Kimi Räikkönen Juan Pablo Montoya     | 97     |
| 3       | 1 2     | Scuderia Ferrari | Michael Schumacher Rubens Barrichello | 78     |
| 4       | 16 17   | Toyota           | Jarno Trulli Ralf Schumacher          | 59     |
| 5       | 7 8     | Williams         | Mark Webber Nick Heidfeld             | 47     |

## Statistieken
| Snelste ronde | Kimi Räikkönen | McLaren - Mercedes | 1:14.873 |

## Noot
- Dit was het debuut van de Nederlandse coureur Robert Doornbos.
- Dit was de 25ste Grand Prix-start voor een Monegaskische coureur. In feite reed er geen in Monaco geboren coureur tijdens deze race, maar de debutant Robert Doornbos reed onder een Monegaskische licentie.
- Dit was de 25ste podiumplaats voor Juan Pablo Montoya en voor een Colombiaanse coureur.

1931 · 1932 · 1934 · 1935 · 1936 · 1937 · 1938 · 1939 · 1951 · 1952 · 1953 · 1954 · 1956 · 1957 · 1958 · 1959 · 1961 · 1962 · 1963 · 1964 · 1965 · 1966 · 1967 · 1968 · 1969 · 1970 · 1971 · 1972 · 1973 · 1974 · 1975 · 1976 · 1977 · 1978 · 1979 · 1980 · 1981 · 1982 · 1983 · 1984 · 1985 · 1986 · 1987 · 1988 · 1989 · 1990 · 1991 · 1992 · 1993 · 1994 · 1995 · 1996 · 1997 · 1998 · 1999 · 2000 · 2001 · 2002 · 2003 · 2004 · 2005 · 2006 · 2008 · 2009 · 2010 · 2011 · 2012 · 2013 · 2014 · 2016 · 2018 · 2019